# Elena Kotul'skaja
Elena Vladimirovna Kofanova, coniugata Kotul'skaja (in russo Елена Владимировна Кофанова-Котульская?; 8 agosto 1988), è una mezzofondista russa, specializzata negli 800 metri piani.

## Palmarès
| Anno | Manifestazione   | Sede     | Evento      | Risultato  | Prestazione | Note                  |
| ---- | ---------------- | -------- | ----------- | ---------- | ----------- | --------------------- |
| 2009 | Europei under 23 | Kaunas   | 800 m piani | Oro        | 1'58"94     | Record dei campionati |
| 2009 | Mondiali         | Berlino  | 800 m piani | Semifinale | 2'02"02     |                       |
| 2011 | Universiadi      | Shenzhen | 800 m piani | Argento    | 1'59"94     |                       |
| 2012 | Mondiali indoor  | Istanbul | 800 m piani | 5ª         | 2'00"67     |                       |
| 2013 | Europei indoor   | Göteborg | 800 m piani | Argento    | 2'00"98     |                       |
| 2013 | Universiadi      | Kazan'   | 800 m piani | 5ª         | 2'00"35     |                       |
| 2013 | Mondiali         | Mosca    | 800 m piani | Semifinale | 2'01”75     |                       |

## Altre competizioni internazionali
2010
- Oro al DécaNation ( Annecy), 800 m piani - 2'00"50